# Randall Hansen

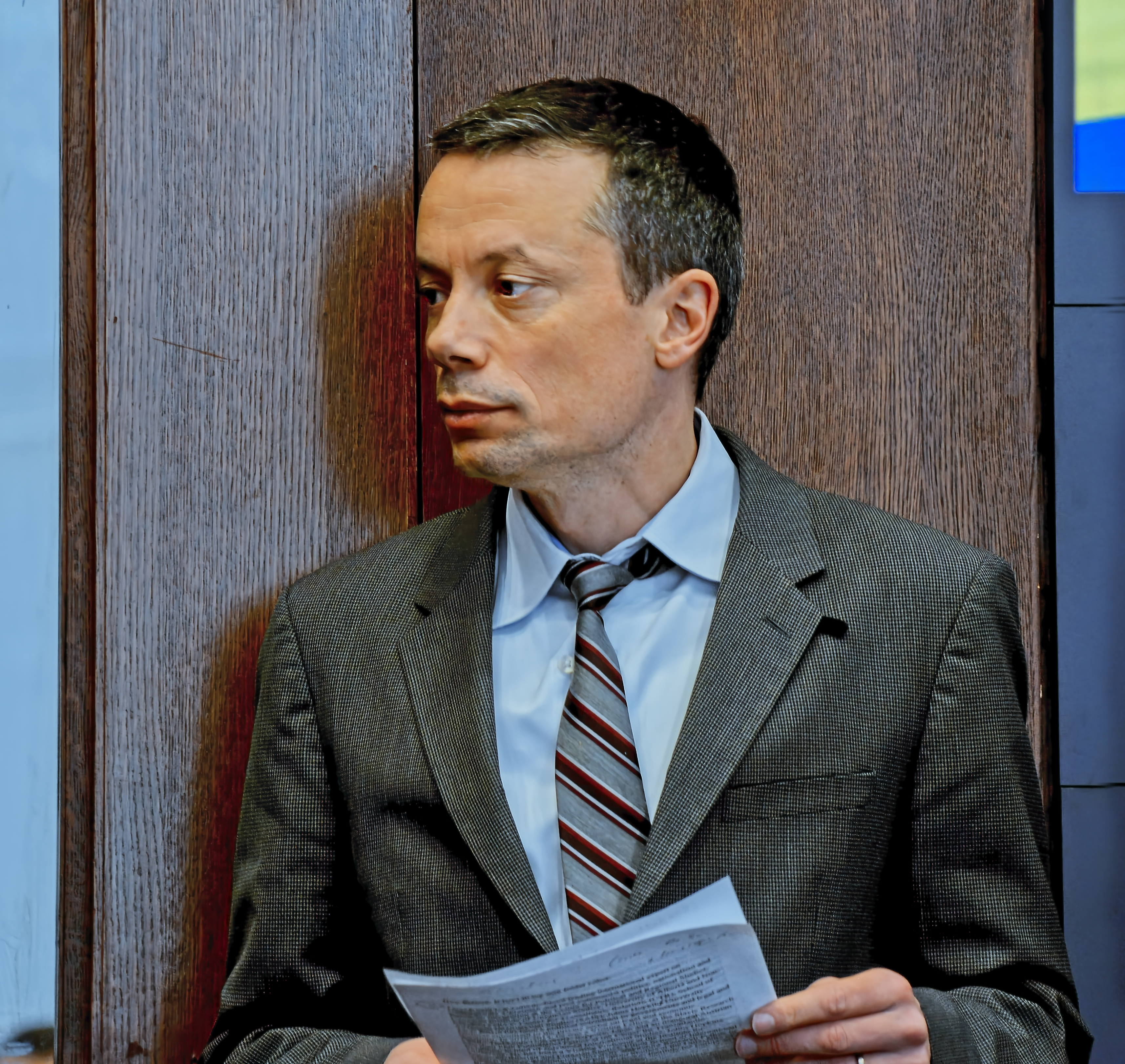

 Randall Hansen es un experto en ciencias políticas e historiador en la Universidad de Toronto , donde ha ocupado una cátedra canadiense de investigación en Ciencia Política desde 2005. Él es un profesor titular y es nombrado conjuntamente a la Escuela de Políticas Públicas y Gobierno .
Sus campos de investigación son la historia del siglo XX y Políticas Públicas. Hansen ha trabajado en el bombardeo aliado de Alemania , la eugenesia y la esterilización , y la inmigración. Es autor de dos libros, Ciudadanía e Inmigración de la posguerra británica (Oxford University Press, 2000) y Fuego y Furia: el bombardeo aliado de Alemania desde 1942 hasta 1945 (Toronto: Doubleday Canada, 2008). Fuego y Furia fue nominado para el Gobernador General de Premio Literario para Non-Fiction en 2009.